# Сосновый лес (ширма)
«Сосновый лес» (яп. 松林図) — роспись на шестистворчатой ширме японского художника Хасэгавы Тохаку, находится в Токийском национальном музее. Входит в список Национальных сокровищ Японии.
Точная дата создания произведения неизвестна, установлено, что роспись была сделана примерно в 1595 году в период Адзути-Момояма. В 1952 году росписи были причислены к Национальным сокровищам Японии.
На работе изображены японские сосны в тумане. Деревья созданы тушью в технике штрихов в различных оттенках серого. Некоторые сосны частично выступают из тумана и частично пропадают, растворяясь в отдалении. Это иллюстрирует дзэн-буддистскую концепцию ма (яп. 間), приёма ёхаку, или «осмысленной пустоты», и несёт в себе эстетику ваби (яп. 侘) — «непритязательной простоты». Считается, что «Сосновый лес» стал первой столь масштабной работой, где изображены только деревья, однако начертания в правом верхнем углу левой панели могли быть изображением горного пика на фоне. Размер каждой панели составляет 156,8 x 356 сантиметров.
Каждая из двенадцати панелей состоит из шести соединенных вместе листов бумаги, но верхняя и нижняя части имеют вдвое меньший размер, чем центральные. По некоторым элементам рисунка можно предположить, что ширма могла быть эскизом — размер листов бумаги, используемой на каждой панели, немного отличается, а соединение между листами бумаги не всегда сделано полностью, также оттиск печати с именем художника не имеет обычные очертания. Деревья в правой части правой панели обрезаны, что указывает на то, что порядок рисунков на панелях мог быть изменён, или что некоторые части могли быть заменены.
Произведение развивает технику гохуа (яп. 水墨画) — картин, созданных китайской тушью (яп. 墨 суми), с использованием более тёмных и светлых оттенков при рисовании на шёлке или бумаге. Оно объединяет в себе натуралистические концепции китайской живописи, выработанные Му Ци (кит. трад. 牧溪法常, пиньинь Mùxī Fǎcháng) и черты японской пейзажной традиции ямато-э (яп. 大和絵), сформированной под влиянием работ Сэссю Тоё в технике хацубоку (яп. 溌墨). Места сгибов на ширме продуманны и намеренно создают перспективу, где ветки сосен направлены на зрителя или от него.